# Еріон колумбійський
Еріон колумбійський (Eriocnemis isabellae) — вид серпокрильцеподібних птахів родини колібрієвих (Trochilidae). Ендемік Колумбії. Цей рідкісний, малодослідний вид був відкритий у 2005 році, а науково описаний у 2007 році.

## Опис
Довжина птаха становить 8-9 см, вага 4,5 г. Виду притаманний статевий диморфізм. у самців верхня частина тіла переважно чорнувата з золотосто-оливково-зеленим відблиском, надхвістя має зелений відблиск, хвіст темно-сталево-синій, дещо роздвоєний. На горла райдужна-фіолетово-синя пляма з зеленими краями. Горло і груди чорні, боки мають зелений відблиск, гузка синя. Лапи покриті білим пуховим пір'ям. Очі темно-карі, дзьоб короткий, прямий, чорний, лапи чорнуваті. У самиць верхня частина тіла світло-бронозово-зелена, надхвістя синьо-зелене, живіт золотисто-зелений з бірюзовим відблиском, пера на ньому мають рудуваті краї.

## Поширення і екологія
Колумбійські еріони відомі лише з гірського масиву Серранія-дель-Пінче в Західному хребті Колумбійських Анд, в департаменті Каука. Вони живуть у вологих гірських тропічних лісах і карликових лісах, що ростуть на стрімких гірських схилах, серед скель і природних галявин, на висоті від 2600 до 2900 м над рівнем моря. Ліс, в якому мешкають колумбійські еріони, складаться переважно з андійських дубів Quercus humboldtii з підліском з вересових та інших рослин. Колумбійські еріони живляться нектаром квітучих чагарників і ліан, зокрема Bejaria resinosa, Cavendishia bracteata, Cinchona pubescens, і Faramea flavicans.

## Збереження
МСОП класифікує цей вид як такий, що перебуває на межі зникнення. За оцінками дослідників, популяція колумбійських еріонів становить від 250 до 1000 дорослих птахів. Їм загрожує знищення природного середовища.